# Ryongchŏn
Ryongchŏn (hangul: 룡천 / 용천, hanja: 龍川, romanización McCune-Reischauer: Yongcheon) es un municipio norcoreano. Se encuentra a unos 20 km de la frontera con China, en la provincia de P'yŏngan del Norte. Una importante vía de trenes entre China y Pionyang, la más transitada del país, pasa por Ryongchŏn.
Ryongchŏn tiene 130.000 habitantes, y es un centro de producción química y metalúrgica.
El 22 de abril de 2004 tuvo lugar un desastre ferroviario cuando dos trenes colisionaron y las mercancías que transportaban hicieron explosión.
- Datos: Q586891